# Des souris et des hommes (film, 1992)
Pour les articles homonymes, voir Des souris et des hommes (homonymie).
Pour plus de détails, voir Fiche technique et Distribution.
Des souris et des hommes (Of Mice and Men) est un film américain de Gary Sinise sorti en 1992. C'est une adaptation cinématographique du roman éponyme de John Steinbeck.

## Synopsis
L'histoire de Lennie, sympathique colosse inconscient, et de George, deux ouvriers migrants liés par une solide amitié, sillonnant les routes de Californie des années 1930 à la recherche d'un travail difficile à trouver.
Ils vont finalement s'établir dans une ferme. Lennie est un personnage qui a une force presque surhumaine mais dont il n'a pas conscience. Il aime caresser les choses douces et petites ce qui lui causera bien des ennuis alors que George est un personnage futé, intelligent, et qui cherche à protéger Lennie coûte que coûte, puisque celui-ci est mentalement déficient.

## Fiche technique
- Titre : Des souris et des hommes
- Titre original : Of Mice and Men
- Réalisation : Gary Sinise
- Scénario : Horton Foote
- Genre : Drame
- Durée : 106 minutes
- Classification : film pédagogique pour adolescents
- Dates de sortie :
  - États-Unis : 2 octobre 1992
  - France : 7 octobre 1992

## Distribution
- John Malkovich (VF : Patrick Floersheim) : Lennie Small
- Gary Sinise (VF : Emmanuel Jacomy) : George Milton
- Ray Walston (VF : Yves Barsacq) : Candy
- Casey Siemaszko (VF : Maurice Decoster) : Curley
- Sherilyn Fenn (VF : Isabelle Ganz) : la femme de Curley
- John Terry (VF : Daniel Beretta) : Slim
- Richard Riehle (VF : Marc Alfos) : Carlson
- Alexis Arquette (VF : Thierry Ragueneau) : Whitt
- Joe Morton (VF : Lionel Henry) : Crooks
- Noble Willingham (VF : Vania Vilers) : le boss
- Joe D'Angerio : Jack
- Tuck Milligan (VF : Patrick Laplace) : Mike
- David Steen : Tom
- Moira Harris : la fille en robe rouge
- Mark Boone Junior (VF : Frédéric Norbert) : le chauffeur du bus

## Accueil

### Accueil critique
Sur l'agrégateur américain Rotten Tomatoes, le film récolte 97 % d'opinions favorables pour 29 critiques.